# Microcythere medistriata
Microcythere medistriata är en kräftdjursart som först beskrevs av Joy och D. L. Clark 1977.  Microcythere medistriata ingår i släktet Microcythere och familjen Microcytheridae. Inga underarter finns listade i Catalogue of Life.